# Dirk Lehmann

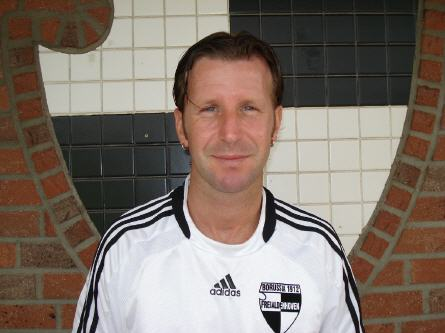
Dirk Lehmann

Dirk Lehman é um futebolista da Alemanha que jogou no Yokohama FC.